# Haradin Bala
Haradin Bala   (Drenas, 10 de juny de 1957 - 31 de gener de 2018) va ser un albanès kosovar que fou comandant de l'Exèrcit d'Alliberament de Kosovo (UÇK). Va ser declarat culpable de crims contra la humanitat i violacions dels usos de la guerra pel Tribunal Penal Internacional per a l'antiga Iugoslàvia (ICTY), per la seva responsabilitat al camp de presoners de Lapušnik, i l'assassinat de vuit interns del camp a les muntanyes de Beriša el 25 o 26 de juliol de 1998. El seu judici es va iniciar el 15 de novembre de 2004 i va finalitzar el 30 de novembre de 2005, i va ser condemnat a 13 anys de presó. El 14 de maig de 2008 va ser transferit a França per a seguir complint la seva condemna.